# Spaanplaat

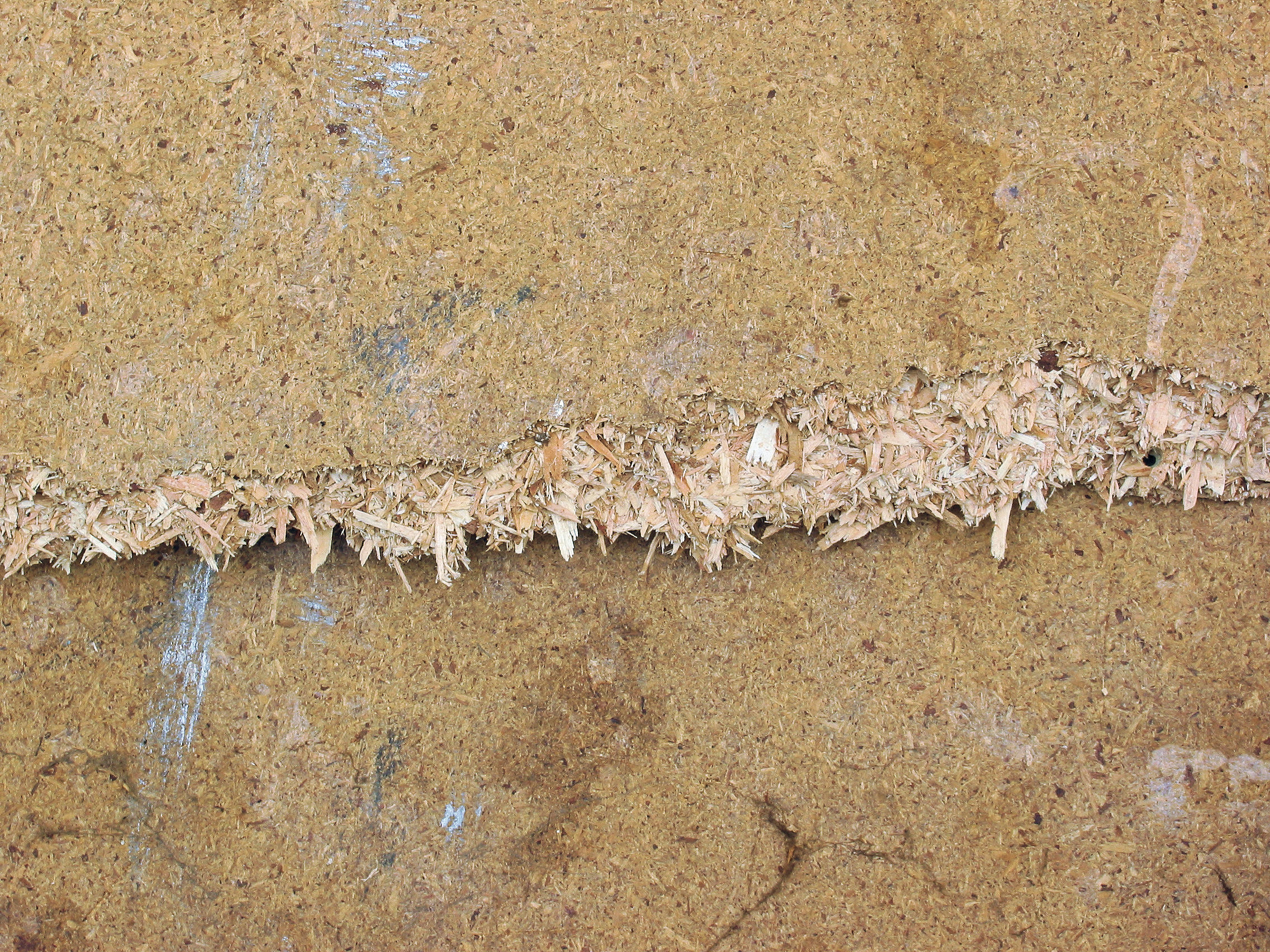
Detail van een gebroken stuk spaanplaat

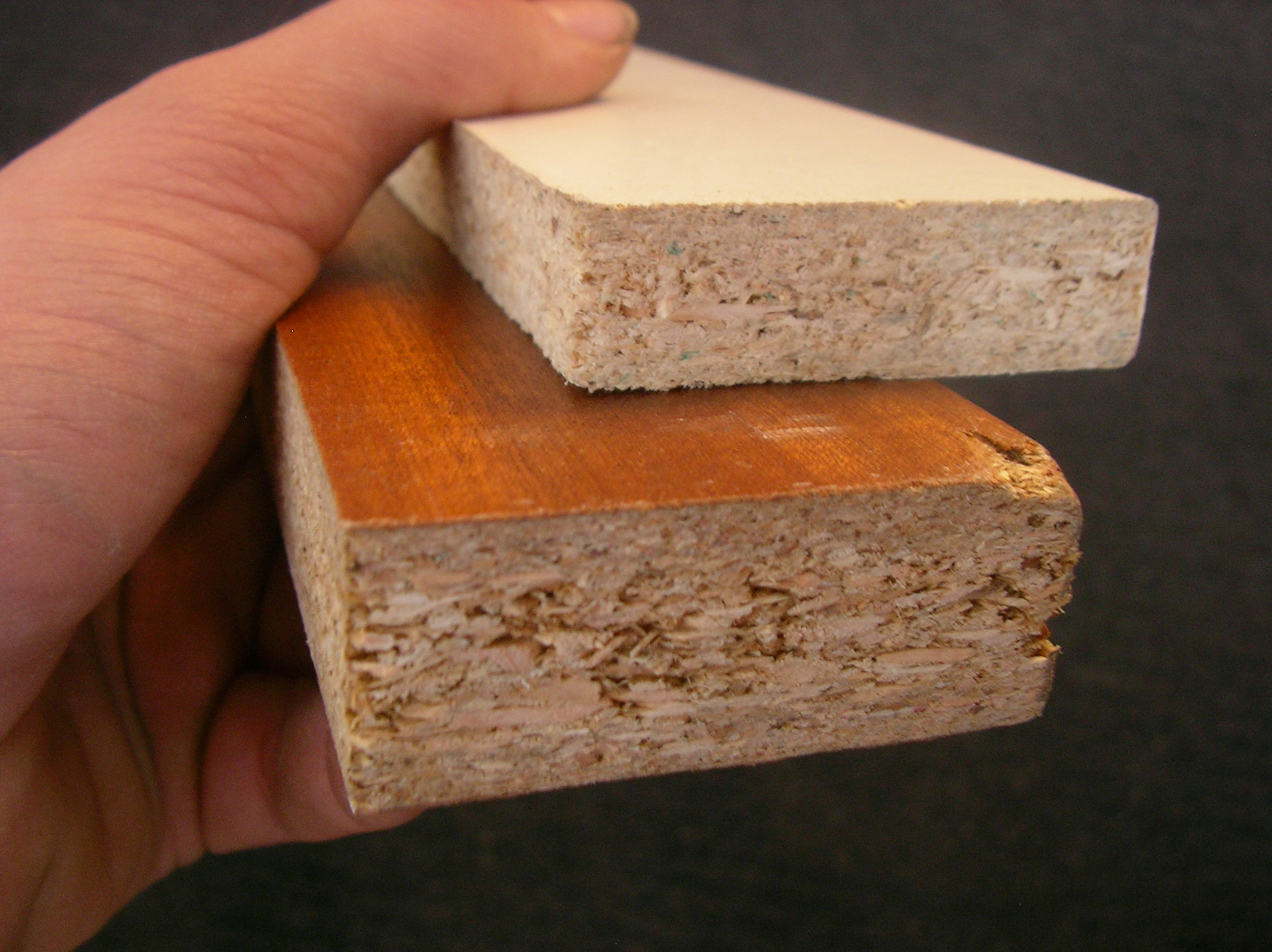
Spaanplaat ongefineerd en gefineerd

Spaanplaat wordt gemaakt uit zaagsel, kleine stukjes (spaanders) hout en een bindmiddel, meestal een kunsthars. Deze houtspaanders komen niet alleen van bomen, maar ook worden er soms kleine stukjes gebruikt van houtachtige planten zoals vlas, rijststro en rietsuikerstro. De spaanders zijn van een bepaalde minimum- en maximumgrootte: andere typen plaat gebruiken kleinere of grotere spaanders. Zo wordt Oriented Strand Board (OSB) gemaakt van veel grovere spanen en mdf van veel fijner materiaal.
Deze spaanders worden gemengd met de kunstharslijm en gelijkmatig op een vlakke ondergrond verdeeld. Dan worden ze onder invloed van warmte tot een plaat geperst. De platen hebben een massadichtheid van ong. 650 kg/m³.

## Herkenningspunten
De vezelmassa kan op verschillende manieren worden opgebouwd:
- Ze kunnen in horizontale richting gerangschikt liggen en allemaal ongeveer dezelfde maat hebben.
- Ze kunnen in horizontale richting gerangschikt liggen, maar in de binnenlaag zijn de vezels veel grover dan de buitenlagen.
- Vochtwerende spaanplaat is meestal ter herkenning groen ingekleurd.
- Brandvertragende spaanplaat is meestal ter herkenning rood ingekleurd.

## Gebruikseigenschappen
Spaanplaat heeft de neiging tot splinteren: zijkanten die in het zicht komen kunnen afgewerkt worden, bijvoorbeeld met een latje, strookjes kunststof, etc. Spaanplaat kan eventueel gefineerd worden: het laat zich niet goed verven.
In spaanplaat treft men kwaliteitsverschillen aan. Afhankelijk van de houtsoort en de samenstelling kan men een eindproduct krijgen met variërende eigenschappen. Platen dienen de E1-norm te hebben in verband met hun formaldehydegehalte. Formaldehyde, ook bekend als spaanplaatgas, is giftig en het vrijkomen in een binnenruimte kan leiden tot gezondheidsklachten.
Onder invloed van een belasting kan spaanplaat makkelijk blijvend vervormen. Deze eigenschap heet kruip.
Spaanplaten worden ook aangeboden met een afgewerkt decoratief oppervlak:
- gemelamineerd spaanplaat is verlijmd met een harde buitenlaag. Beide zijden kunnen een decoratief oppervlak hebben op basis van een op de plaat geperste geïmpregneerde papier- of kunststoflaag, bijvoorbeeld om hout te imiteren.

Goedkope meubelen worden vaak van dit materiaal gemaakt.
- verlijmd spaanplaat: beide zijden zijn voorzien van een decoratief hogedruklaminaat in eenzelfde dikte (meestal 0,8 mm dikte); belangrijk hierbij is het gebruik van een PU-lijm zodat de verlijming duurzaam blijft alsook bestand tegen vocht en hitte.
- spaanplaat voorzien van een primer indien ze moeten worden geschilderd, of voorzien van lakdraagfolie als ze worden gelakt.

De zijkanten van de spaanplaat kunnen afgewerkt worden met melaminebandjes of indien stootvaster gewenst is zijn ABS-bandjes de ideale afwerking.
Spaanplaat gemaakt uit populierenhout is zeer licht van gewicht, dus geschikt te gebruiken wanneer lichtgewicht materiaal vereist is.

## Toepassingen
- werktafelbladen
- gemelamineerde spaanplaat voor binnenkasten
- opgelijmde spaanplaat voor fronten van kasten
- ledikanten
- bekistingen
- binnendeuren